# Штибер, Патрик
Патрик Доминик Штыбер (Штибер) (пол. Patryk Dominik Sztyber, также известен как Patrick Seth Bilmorgh; родился 4 августа 1979 года в Опочно) — польский композитор, гитарист и вокалист. Является эндорсером ESP и Laboga.

## Биография
С 1994 является членом группы Nomad. С 2004 года он работает в качестве сессионного гитариста с группой Behemoth.

## Дискография
Behemoth
- Demigod (2004)
- Slaves Shall Serve (2005)
- Demonica (2006)
- The Apostasy (2007)
- At the Arena ov Aion – Live Apostasy (2008)
- Ezkaton (2008)
- Evangelion (2009)
- The Satanist (2014)

Nomad
- Disorder (1996)
- The Tail of Substance (1997, Nomadic Hell Prod.)
- Devilish Whirl (1999, The Flaming Arts)
- Demonic Verses (2004, Baphomet Records)
- The Independence of Observation Choice (2007, Empire Records)

## Оборудование
- ESP Custom EX 7 (настроена в D#, A#, F#, C#, G#, D#, A#)
- ESP LTD 400-BD
- ESP EX Diamond Plate (настроена в C#, G#, E, B, F#, C#)
- ESP LTD Viper-407
- Gibson Explorer со звукоснимателями EMG
- ESP Snakebyte BLK
- 2x Laboga Mr.Hector
- 2x Laboga 312B Mr.Hector
- Mark L rack system
  - Mark L Midi Control System FC-12
  - Mark L Loop & Switch LS-145
  - Mark L DC/AC Power Box
  - Mark L Mini Line Mixer
  - Line 6 XT Pro
  - Korg DTR 1 Tuner
  - Neutrik & Switchcraft
  - Boos Pitch
  - Mogami Cable
  - Furman Power
- D’Addario Strings (13-62, 14-68, 11-62)